# Different Worlds
Different Worlds è stata una rivista statunitense dedicata ai giochi di ruolo.

## Storia
Different Worlds venne lanciata nel 1979 da Greg Stafford come rivista promozionale dei giochi di ruolo della propria casa editrice, la Chaosium. Fino ad allora, infatti, la Chaosium era stata soprattutto una casa editrice di giochi da tavolo, ma nel 1978 aveva pubblicato il gioco di ruolo RuneQuest, ambientato in Glorantha, il mondo fantasy creato da Stafford.
Different Worlds rimase per tutta la sua esistenza una pubblicazione generalista sui giochi di ruolo, dedicando ampio spazio anche a prodotti di case editrici differenti dalla Chaosium.
La Chaosium aveva precedentemente lanciato una rivista specializzata intitolata Wyrm's Footnotes, che durò quattordici numeri, dal 1976 al 1995. Inizialmente Wyrm's Footnotes venne concepito per il primo gioco della Chaosium White Bear and Red Moon e la sua linea di prodotti, ma per il suo undicesimo numero era diventata la rivista ufficiale di RuneQuest magazine.

## Edizioni
Sono stati pubblicati complessivamente quarantasette numeri, sempre a cura editoriale di Tadashi Ehara. Dal numero 1 (1979) al 38 (gennaio/febbraio 1985) venne pubblicata dalla Chaosium, ma all'inizio del 1985 Tadashi Ehara lasciò la Chaosium, portando con sé la proprietà della rivista, a rimborso di crediti dovuti.
I numeri successivi, dal 39 (maggio/giugno 1985) fino al numero 46 (maggio/giugno 1987), furono pubblicati dalla Sleuth Publications, mentre l'ultimo numero, il  47 (autunno 1987), venne pubblicato dalla Different Worlds Publications.